# Blåmjölkig riska
Blåmjölkig riska (Lactarius quieticolor) är en svampart som beskrevs av Romagn. 1958. Blåmjölkig riska ingår i släktet riskor och familjen kremlor och riskor.  Arten är reproducerande i Sverige. Inga underarter finns listade i Catalogue of Life.

## Källor

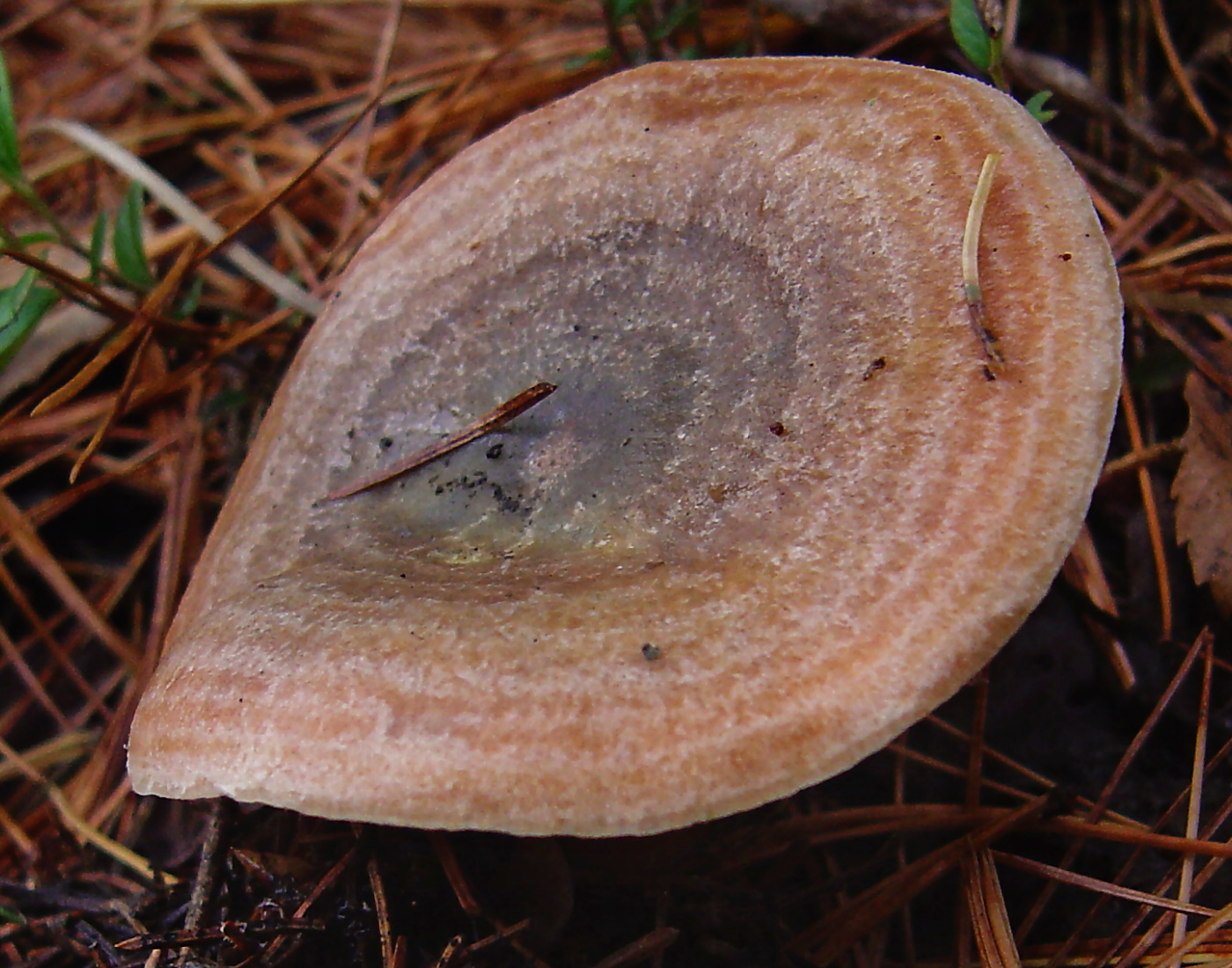
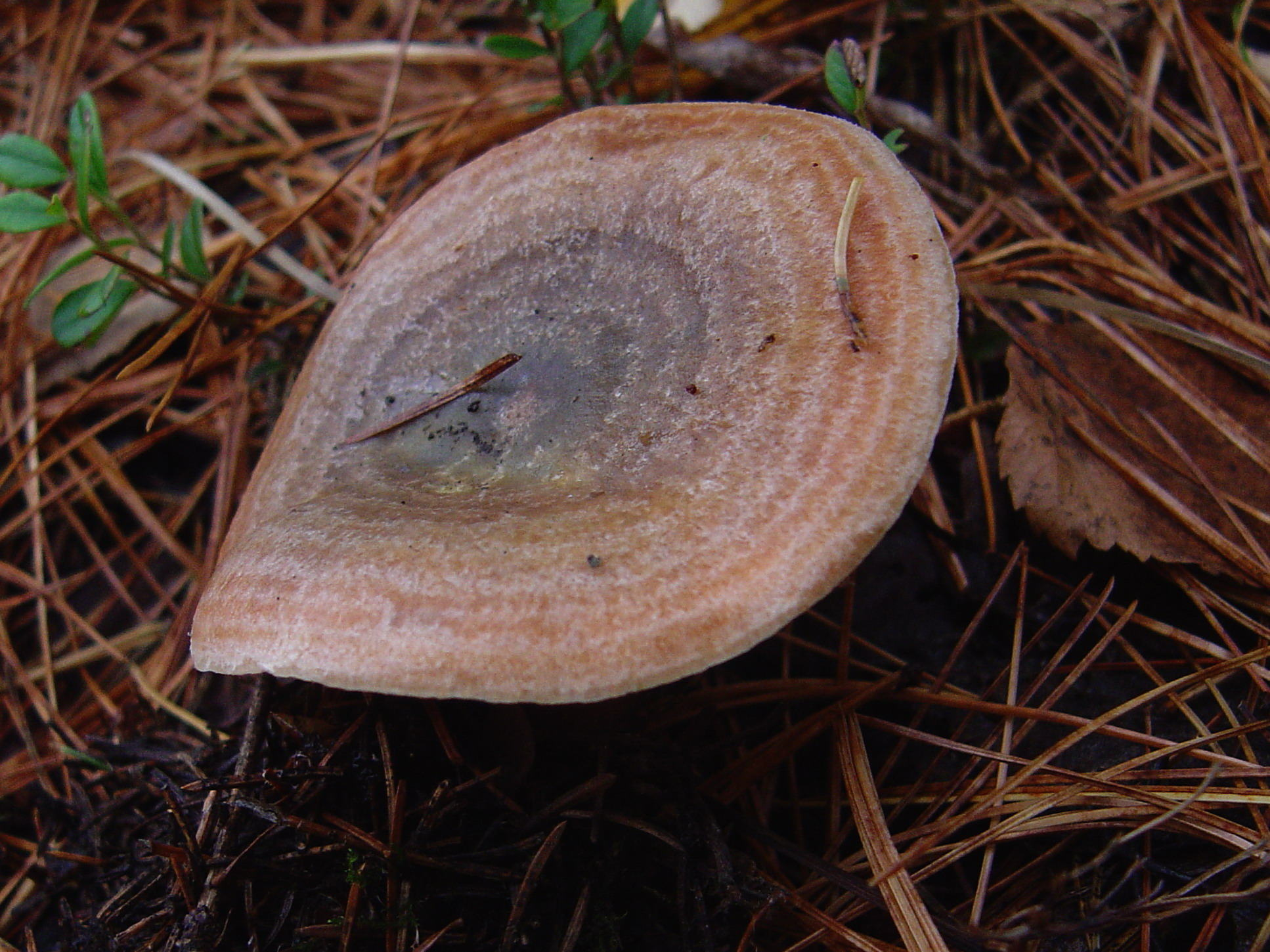
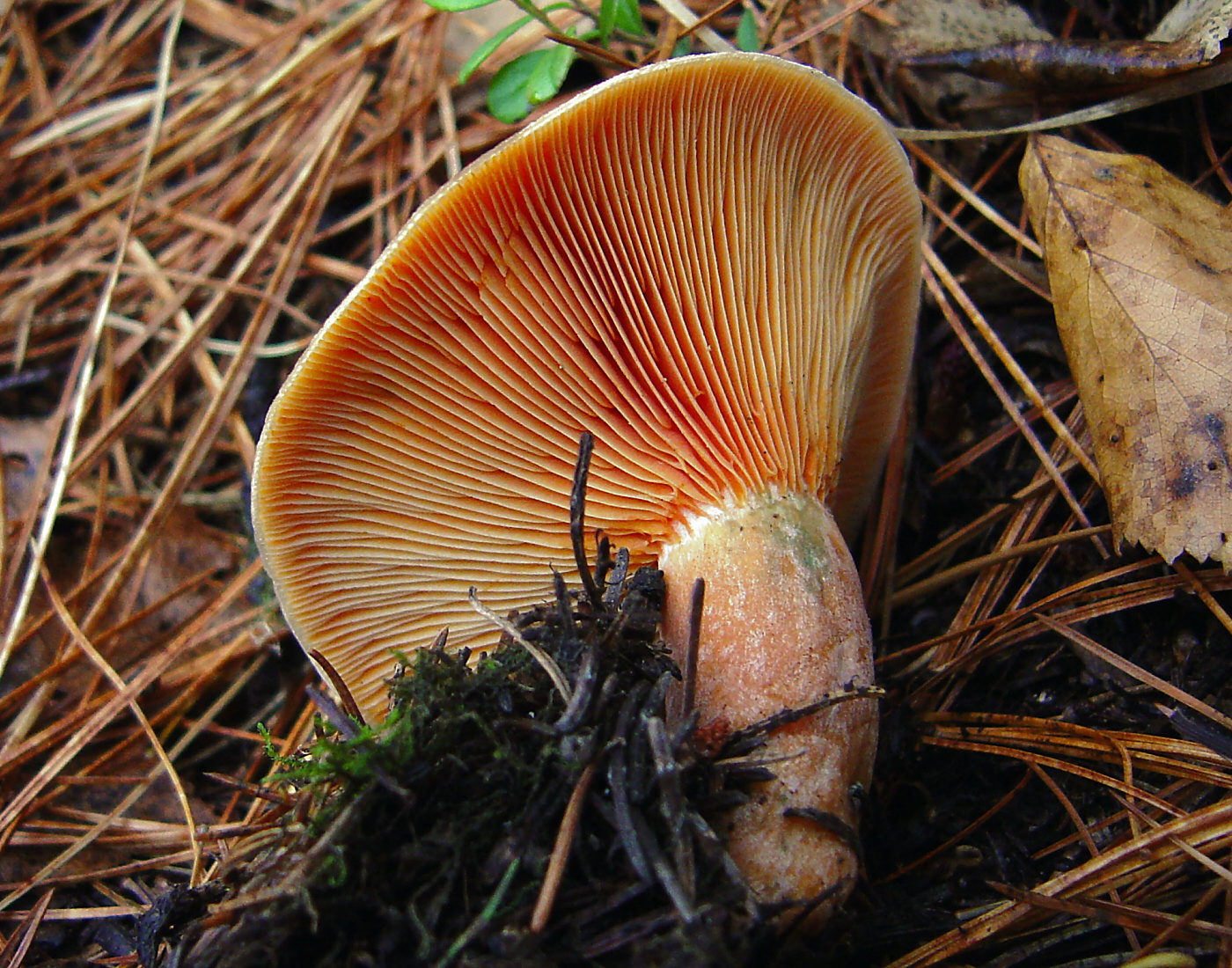
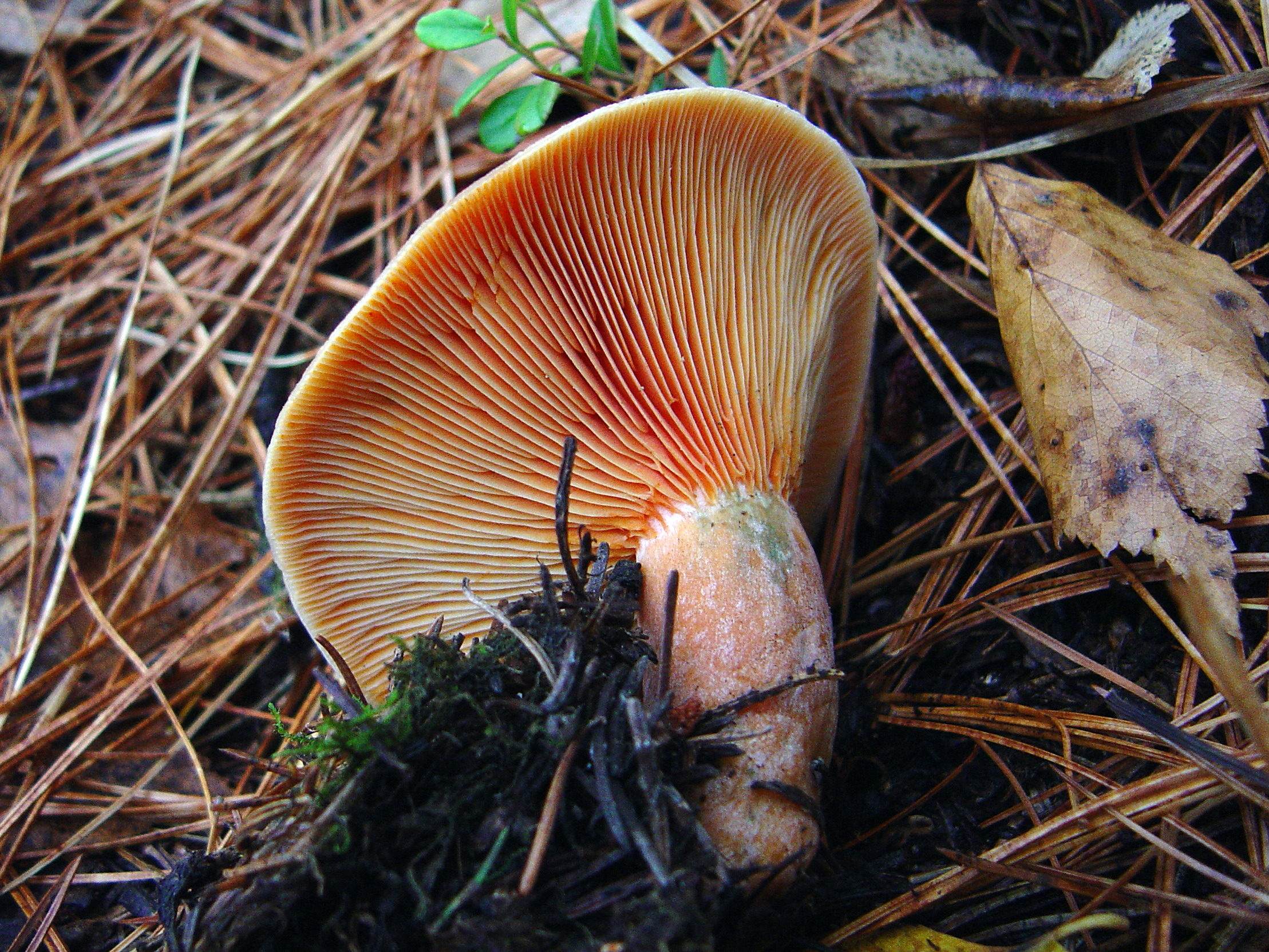
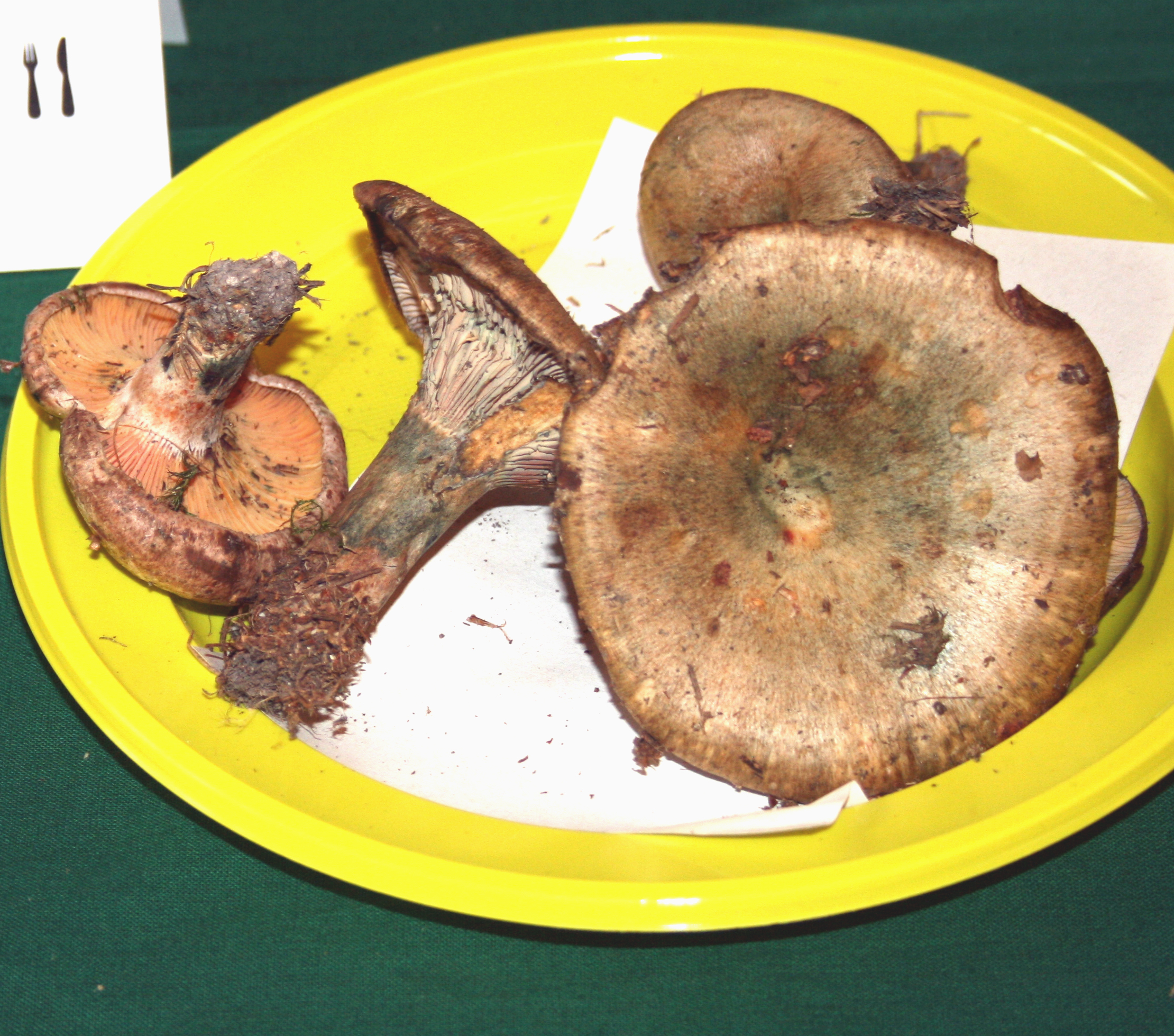
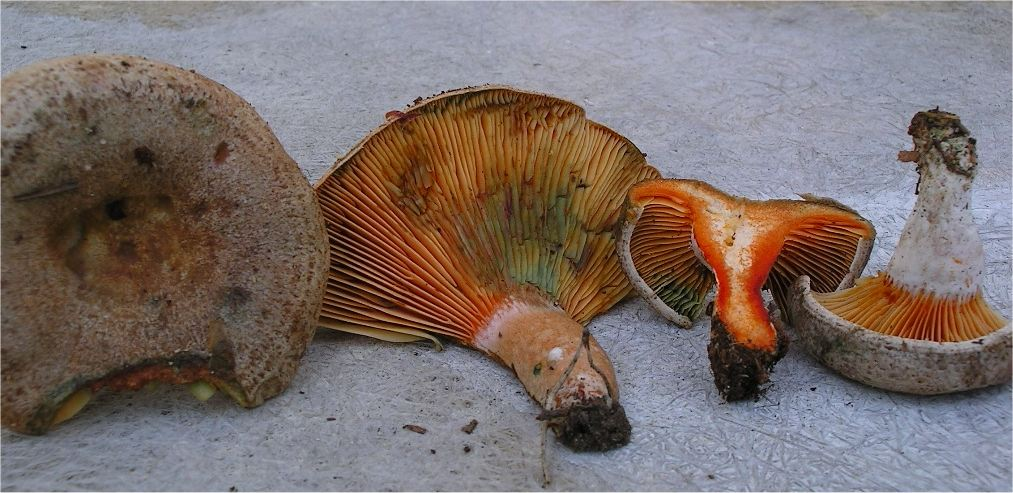